# Aleksiej Jakowlew
Aleksiej Jakowlew (ros. Алексей Яковлев, ur. 1878, zm. 1951) – radziecki akademik, historyk. 
Historyk Moskiewskiej Rusi, członek korespondent Akademii Nauk ZSRR od 1929. Przed aresztowaniem kierował oddziałem naukowym Biblioteki WSNCh (Najwyższa Rada Gospodarki Narodowej); współpracował z Instytutem Historii RANION. 
Aresztowany 8 sierpnia 1930 w "sprawie AN"  ("sekcja moskiewska"). Na potrzeby śledztwa został przeniesiony do Leningradu. 8 sierpnia 1931 Kolegium OGPU skazało go na 5 lat zsyłki. Karę odbywał w Minusińsku do 1933, następnie powrócił do Moskwy .